# Leben des heiligen Martin (Romillé)

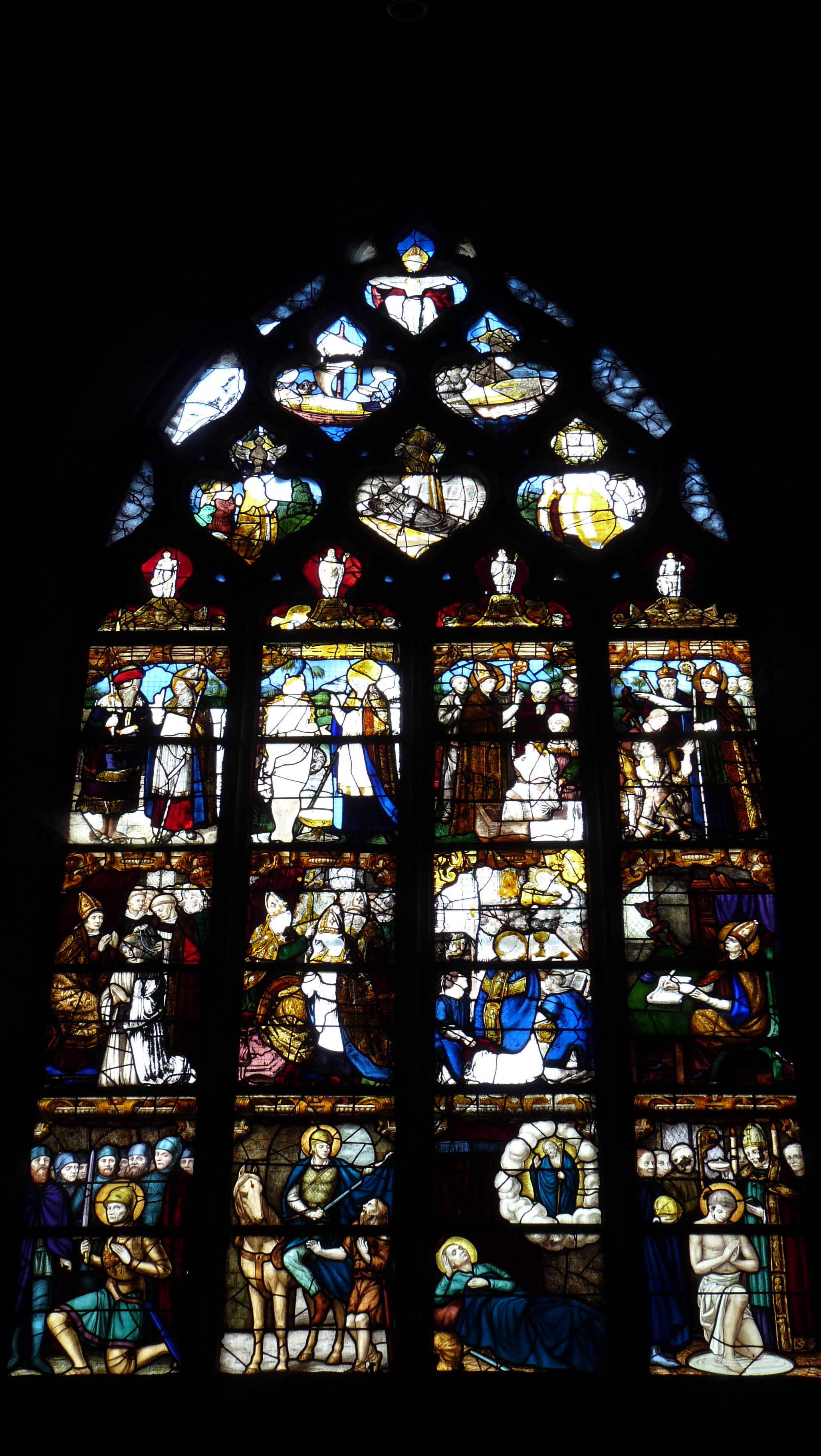
Fenster Leben des heiligen Martin in Romillé

Das Fenster Leben des heiligen Martin in der katholischen Kirche St-Martin in Romillé, einer französischen Gemeinde im Département Ille-et-Vilaine in der Region Bretagne, wurde 1555 geschaffen. Das Bleiglasfenster wurde 1906 als Monument historique in die Liste der geschützten Objekte (Base Palissy) in Frankreich aufgenommen.
Das zentrale Fenster im Chor, das von der Familie Saint-Gilles gestiftet wurde, stammt aus einer unbekannten Werkstatt. Es zeigt Szenen aus dem Leben des heiligen Martin, dem Schutzheiligen der Kirche.
Durch einen Brand im Jahr 1923 wurden die Kirchenfenster beschädigt. 1924 wurden sie von der Werkstatt Desjardin aus Angers restauriert.

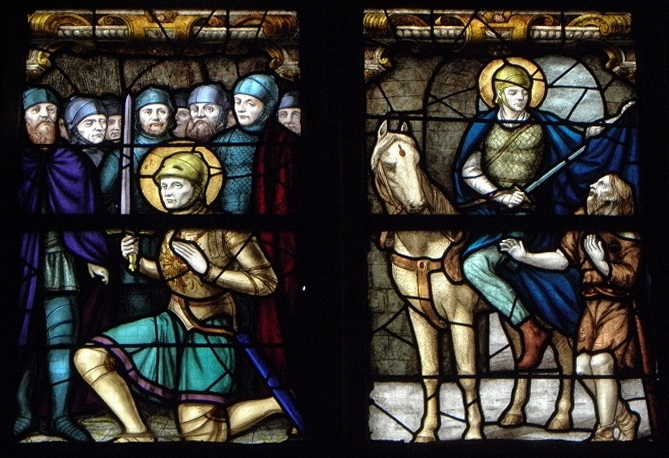
Martin als Soldat der römischen Armee und Martin teilt seinen Mantel mit einem Bettler
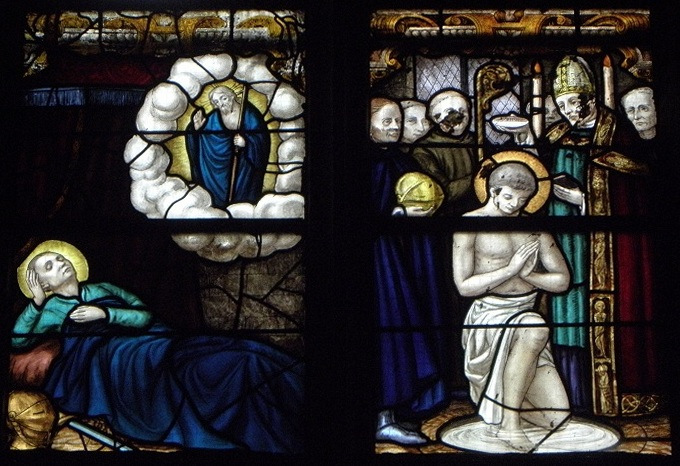
Christus erscheint Martin im Traum und Martin wird vom Bischof Hilarius zum Priester geweiht
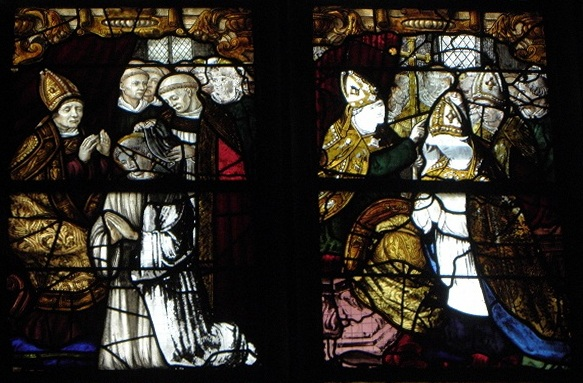
Martin wird zum Bischof von Tours geweiht und er liest eine Messe

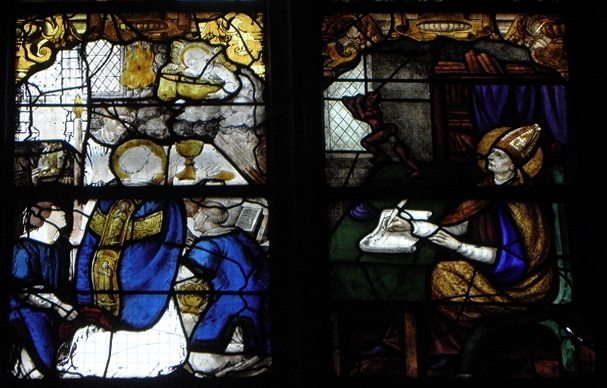
Martin vertreibt den Teufel
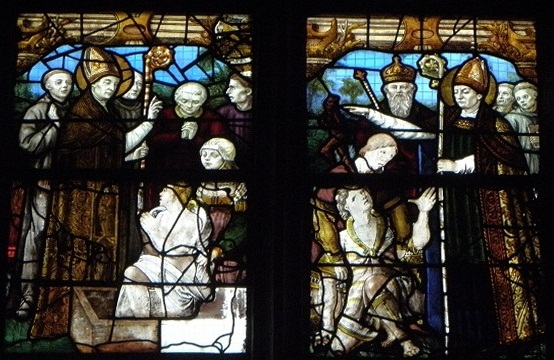
Martin widersteht den Versuchungen des Teufels, der in der Gestalt einer Frau erscheint
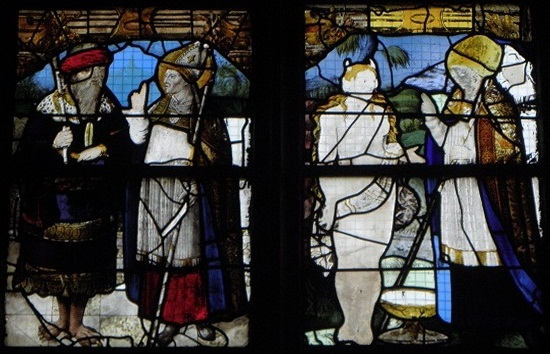
Martin heilt einen vom Teufel Besessenen und erweckt einen jungen Mann wieder zum Leben
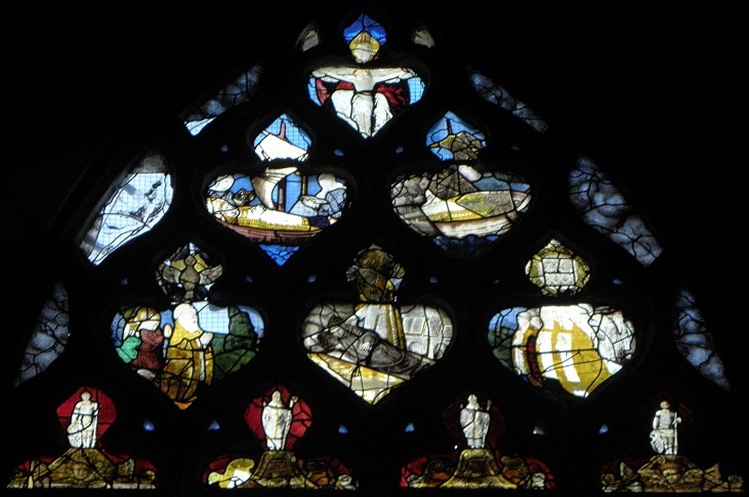
Maßwerk: Tod des heiligen Martin und der Transport des Leichnams, ganz oben die Dreifaltigkeit